# Orchestre royal du Danemark
L'Orchestre royal du Danemark (Det Kongelige Kapel en danois) est l'un des orchestres symphoniques les plus réputés du Danemark.

## Histoire
Fondé en 1448 à la cour du roi Christian Ier sous le nom de Kongelige Kapel, l'ensemble n'est alors composé que de cuivres et de percussions afin d'accompagner les opéras lors d'évènements exceptionnels. L'orchestre est ainsi l'un des plus anciens constitués au monde.
Christoph Willibald Gluck (1714-1787) a non seulement dirigé l'orchestre mais composé spécialement pour lui, à l'occasion notamment de la naissance du roi Christian VII.
Dans les années 1780, l'orchestre est composé de 46 membres et se voit adjoindre un chœur permanent, celui de l'Opéra royal du Danemark.
L'arrivée du compositeur et chef d'orchestre norvégien Johan Svendsen en 1883 impulse un renouveau de l'orchestre, notamment par l'organisation de cycles symphoniques chaque année.
Au cours du XXe siècle, de nombreux chefs de renom ont dirigé l'orchestre à titre d'invité, tels Richard Strauss, Igor Stravinsky, Leonard Bernstein et Sergiu Celibidache.
Carl Nielsen a quant à lui été second violon puis chef de l'orchestre. De même, le roi Frédéric IX a souvent dirigé l'orchestre.
L'orchestre est basé à l'Opéra de Copenhague de Copenhague depuis 2005.
En 2022, Marie Jacquot est nommée cheffe principale de l'orchestre à compter de 2024, pour un mandat de cinq ans,.

## Chef principal
- Paolo Carignani (2021–)
- Alexander Vedernikov (2016–2020)
- Michael Boder (2012–2015)
- Michael Schønwandt (2000–2011)
- Paavo Berglund (1993–1998)
- John Frandsen (1946–1980)
- Egisto Tango et Johan Hye-Knudsen
- Georg Høeberg (1914–1930)
- Johan Svendsen (1883–1908)
- Holger Simon Paulli
- Niels Gade
- Claus Schall
- Friedrich Kunzen
- Johan Gottlieb Naumann
- Heinrich Schütz